# Sthenarus pubescens
Sthenarus pubescens är en insektsart som först beskrevs av Reuter 1876.  Sthenarus pubescens ingår i släktet Sthenarus och familjen ängsskinnbaggar. Inga underarter finns listade i Catalogue of Life.